# Агадан
Агадан (порт. Agadão)  —  район (фрегезия) в Португалии,  входит в округ Авейру. Является составной частью муниципалитета  Агеда. Находится в составе крупной городской агломерации Большое Авейру. По старому административному делению входил в провинцию Бейра-Литорал. Входит в экономико-статистический  субрегион Байшу-Воуга, который входит в Центральный регион. Население составляет 496 человек. Занимает площадь 35,34 км².
Покровителем района считается Мария Магдалина (порт. Santa Maria Madalena). 